# 中國建築史
中國建築史是研究中國境內建築發展演變的學科，涵蓋從史前時代至現代的建築成就。作為世界建築史的重要組成部分，中國建築以其獨特的木構架體系、豐富的建築類型和深厚的文化內涵，在世界建築史上佔有重要地位。中國建築可分為史前與早期文明、秦漢、魏晉南北朝、隋唐、宋元、明清等主要時期。每個時期都有其獨特的建築特色和技術成就，從早期的穴居建築到明清時期的宮殿建築群，展現了中國建築技術和藝術的不斷發展。

## 概論
中國建築史是研究中國境內建築發展演變的綜合性學科，涵蓋從史前時代至當代的建築成就。作為世界建築史的重要組成部分，中國建築以其獨特的木構架體系、豐富的建築類型和深厚的文化內涵，在世界建築史上佔有重要地位，對東亞建築文化產生了深遠影響。
中國建築史可劃分為史前與早期文明、秦漢、魏晉南北朝、隋唐、宋元、明清等主要時期。史前時期的穴居和干欄式建築奠定了中國建築的基礎；秦漢時期確立了宮殿建築的基本格局和木構架技術；魏晉南北朝時期佛教建築興起，塔、寺等新建築類型出現；隋唐時期是中國建築的黃金時代，技術成熟，規模宏大；宋元時期建築技術精細化，《營造法式》等理論著作問世；明清時期建築藝術達到頂峰，紫禁城等建築群體現了中國古代建築的最高成就。
中國建築以木構架為主要結構體系，發展出斗栱、榫卯等獨特技術，形成了抬樑式和穿斗式兩大構架類型。在空間組織上，採用中軸對稱、院落組合的布局方式，體現了中國傳統的宇宙觀和等級觀念。建築類型豐富多樣，包括宮殿、壇廟、寺觀、園林、民居、城池、陵墓等，每種類型都有其獨特的功能要求和藝術特色。中國建築注重與自然環境的和諧統一，追求「天人合一」的理想境界。在建築裝飾方面，運用彩畫、雕刻、琉璃等多種手法，形成了獨特的裝飾藝術體系。建築設計遵循嚴格的等級制度，通過建築規模、色彩、裝飾等要素體現社會地位的差異。
中國古代建築理論著作豐富，《營造法式》、《工程做法則例》等文獻詳細記錄了建築技術和規範，為後世研究提供了珍貴資料。這些理論成果不僅指導了中國建築的發展，也對朝鮮、日本、越南等周邊國家的建築產生了重要影響。當代中國建築史研究注重多學科交叉，結合考古學、歷史學、藝術史等方法，深入探討建築的技術、藝術和文化價值。同時，隨著文化遺產保護意識的增強，中國建築史研究對傳統建築的保護、修復和傳承具有重要的指導意義，為實現傳統建築文化的創造性轉化和創新性發展提供學術支撐。

## 時期分野
中國建築史的時期劃分主要依據政治朝代更替、建築技術發展階段和建築風格特徵變化，學術界普遍採用以下分期方法：
- 史前時期（約公元前8000年-前2070年 ）
  - 新石器時代早期：穴居、半穴居建築
  - 新石器時代中晚期：地面建築、干欄式建築
  - 龍山文化時期：城址出現，建築技術初步發展

- 夏商周時期（約公元前2070年-前221年，同時期西方建築分野：埃及、希臘）
  - 夏代（約前2070-前1600年）：早期宮殿建築萌芽
  - 商代（約前1600-前1046年）：宮殿建築體系初步形成
  - 西周（前1046-前771年）：建築等級制度確立
  - 春秋戰國（前770-前221年）：建築技術多元發展

- 秦漢時期（前221年-220年，同時期西方建築分野：希臘、羅馬）
  - 秦代（前221-前206年）：大一統建築風格確立
  - 西漢（前206年-8年）：宮殿建築規模化
  - 東漢（前25-220年）：建築技術成熟化

- 魏晉南北朝時期（220-589年，同時期西方建築分野：早期基督教時期、拜占庭時期）
  - 三國時期（220-280年）：地域建築特色分化
  - 西晉（266-316年）：建築藝術精細化
  - 東晉十六國（317-420年）：南北建築風格差異顯現
  - 南北朝（420-589年）：佛教建築興盛

- 隋唐時期（581-907年，同時期西方建築分野：拜占庭時期、早期歌德時期）
  - 隋代（581-618年）：建築技術整合期
  - 唐代（618-907年）：中國建築黃金時代

- 五代宋元時期（907-1368年，同時期西方建築分野：歌德時期）
  - 五代十國（907-979年）：建築技術傳承期
  - 北宋（960-1127年）：建築理論體系化
  - 南宋（1127-1279年）：建築藝術精緻化
  - 遼金（907-1234年）：北方建築特色發展
  - 元代（1271-1368年）：多元文化建築融合

- 明清時期（1368-1912年，同時期西方建築分野：文藝復興之後）
  - 明代（1368-1644年）：建築規範化高峰
  - 清代（1644-1912年）：傳統建築集大成

- 近現代時期（1912年至今）
  - 民國時期（1912-1949年）：中西建築融合探索
  - 新中國成立後（1949年至今）：

## 史前時代
最早的構成因就地取材的而有「築土構木、建房架屋」,早期大致上有以下三種形式
- 干阑式—湿热地区，如云南、贵州等地，可防蚊虫、野兽，并防止房屋过于潮湿。人居楼上，楼下放木材、养牲口等。
- 木骨泥牆式---黃河流域，傘架方式，圓形結構
- 夯土牆---奴隸時代，與青銅器時代制度有關

## 秦漢春秋戰國
代表性建築：長城、阿房宮、未央宮
建築著作：考工記

## 魏晉南北朝

### 南朝
南朝建築遺物無存，亦無如北朝建築能從敦煌壁畫及佛教石窟得知其形像，只能從少量墓葬壁畫及經百濟傳於日本的飛鳥樣間接推斷其形像。一般認為，南朝建築因為氣候濕暖，夯土容易濕埳，因此比北方建築更早擺脫土木混合結構承重，早期南朝技術上亦較為先進，成為北朝建築模仿對象。南朝建築木構建多數外露，無夯土牆包裹，風格秀美勁挺。史載南朝建有大量佛塔，多為類似飛鳥樣法隆寺五重塔，以塔心柱為中心，四面圍有井幹壁斗拱鋪作層的樓閣式純木結構塔。南朝建築傳統與北朝迥異，宮殿正殿好用雙數開間，承漢魏之習。《通典》載宋建太廟正室十四間，東西儲各一間合十六間，《通志》亦載有十二間明堂。另外，日本法隆寺中門亦作四開間，可為旁證。南朝建築多塗為赤白，木構建塗朱紅，牆壁、拱眼等刷白灰。部份奢華佛寺如建康同泰寺以赤石脂泥遍刷紅色。立柱多用梭柱，亦有八角柱等制。柱用料多為木材，亦有宮中載用黑石雕刻塗金或用銅柱等制。

## 隋唐五代
代表性建築：如佛教寺院、佛塔、石窟、山西五台山北佛光寺大殿、莫高屈、雲崗窟、趙州橋
建築著作：唐《營繕令》唐《梓人傳》

### 隋及初唐

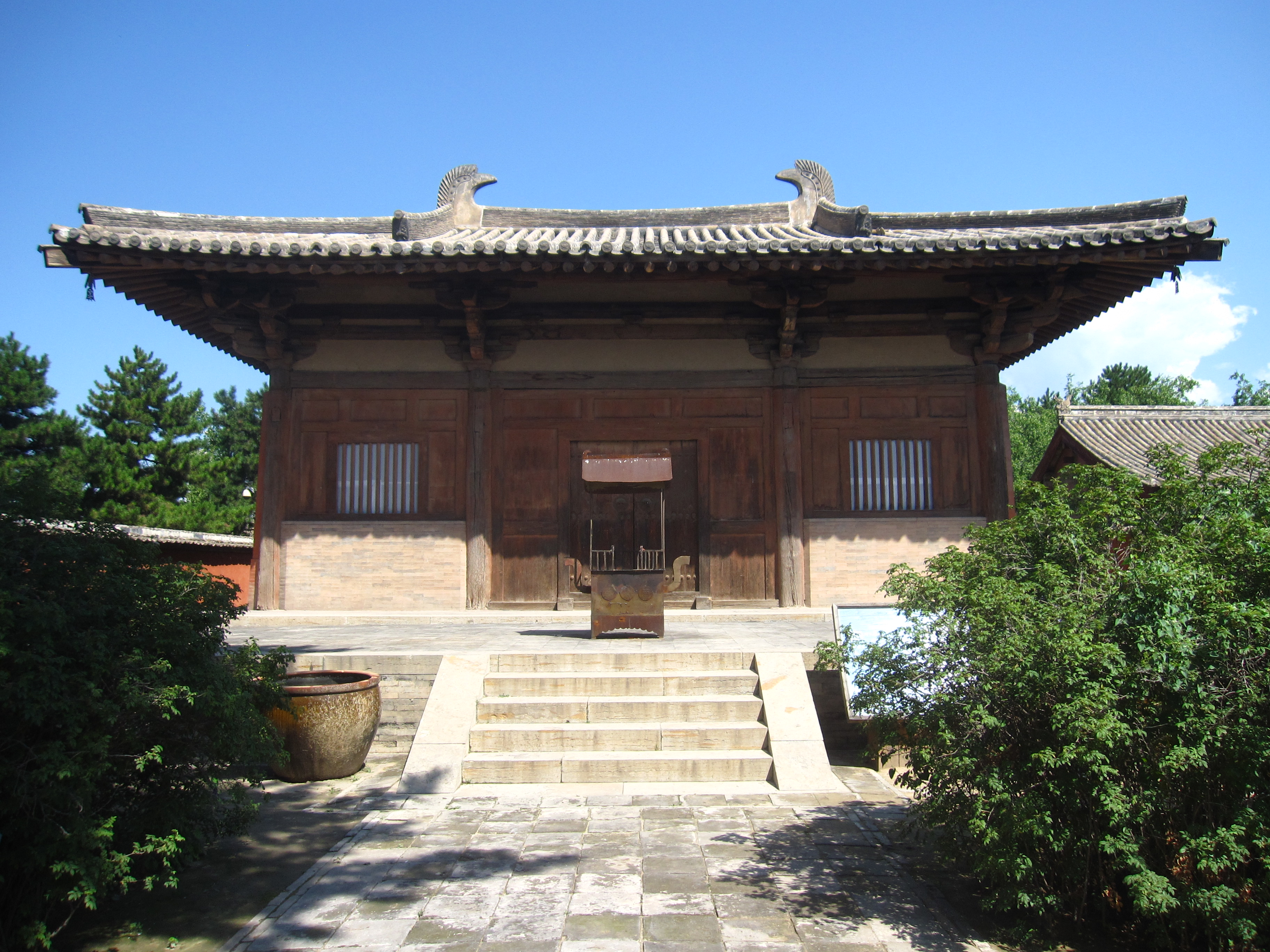
山西五台山南禅寺大殿（782年）

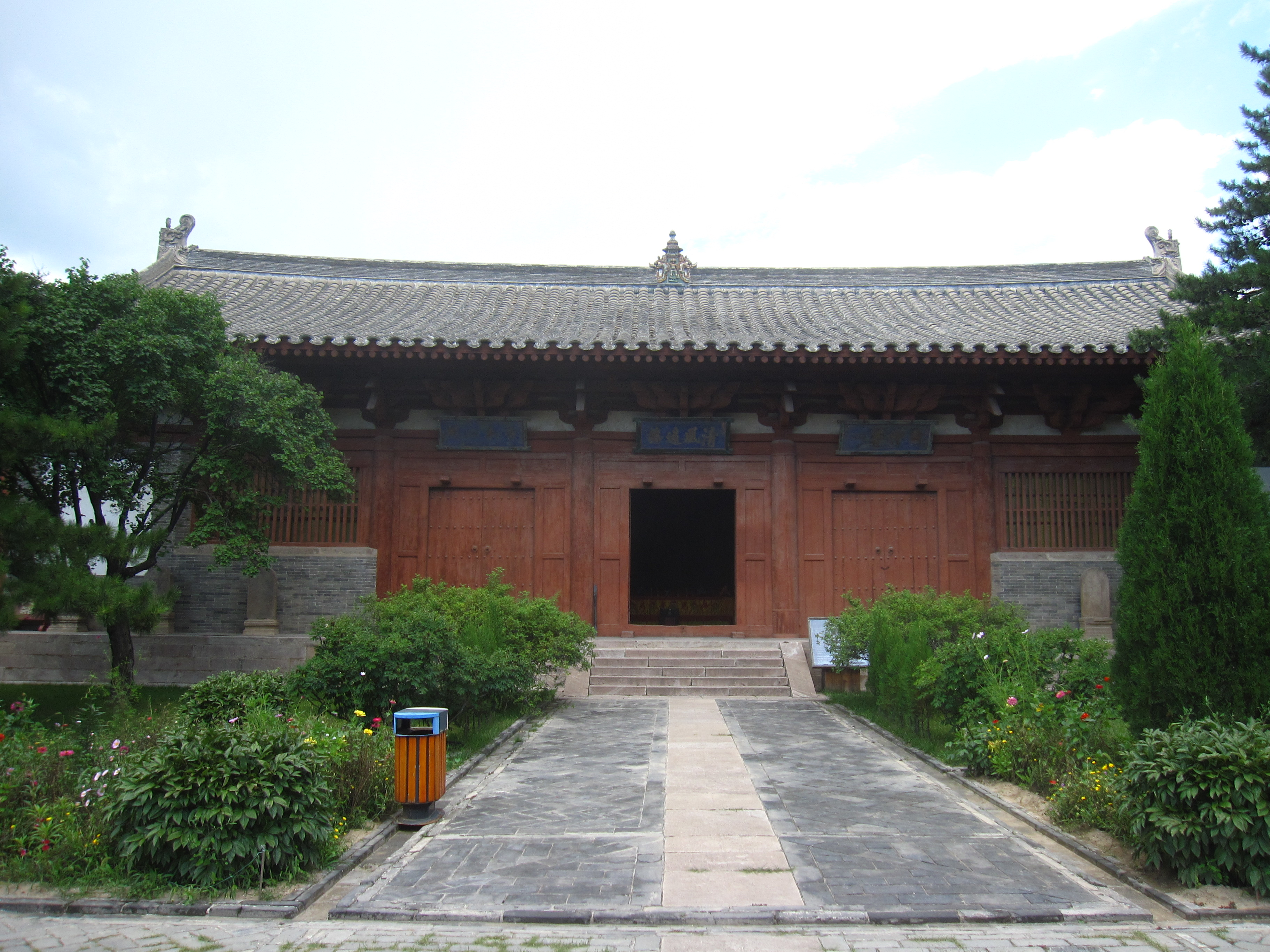
山西五台山佛光寺（857年）

隋代統一全國，隋文帝楊堅立國之初休養生息，經濟發展迅速。至隋煬帝大興土木，建立大量如仁壽宮等離宮別苑，遊幸江都更建立大量行宮，勞民傷財之餘同時推動建築技術發展。唐太宗李世民曾批評隋代宮室營造太奢，燒燬部份建築如洛陽則天門，可見隋代宮室十分華麗。隋代建築除磚石塔外已無遺傳，其形像可從墓葬壁畫，敦煌壁畫及出土明器可見一二。
初唐承隋風，貞觀之治時國力大大提升，建築文化南北交融，得到較大發展。初唐早期最大規模的營造活動首推建於龍朔二年的長安大明宮。武周篡唐後，大興營建，於東都洛陽建明堂，方88米，復原高約86米，體量極大。遺址發掘後復原為全木構建築，非早期夯土承重結構，可見當時木構建築技術已經非常成熟。唐代初年國際交流頻繁，日本多次派出遣唐使傳入中土文化，初唐建築樣式亦通過中日交流傳播日本，日本建築史學稱為白鳳樣。
隋及初唐建築斗拱多在柱上立櫨斗，上承一拱一枋扶壁，柱間以雙層不出頭闌額連結成為縱架。出挑斗拱多為單材，偷心造，最多可作雙抄單昂三出跳。最外跳承令拱不出頭，梁尾不作出跳，垂直截平不作耍頭狀。補間鋪作多為單補間曲腳人字拱，鴕峰或蜀柱。立柱有用梭柱，圓柱，方柱及八角柱等例。隋及初唐早期木構建築構架未能完全脫離土木混合結構，大明宮含元殿及麟德殿等大體量建築均使用厚承重牆。屋面檐口曲線柔和，起翹不明顯。隋代部份歇山屋頂仍使用漢魏早期兩段式做法，亦有連為一連續舉折曲線例子，為並行做法。用瓦多為灰色陶瓦，宮署建築多用滲碳磨光的青掍瓦，多用蓮紋瓦當。宮殿建築多用綠琉璃瓦作剪邊，亦偶見黃琉璃瓦或三彩瓦。正脊兩端施鴟尾，初唐鴟尾形狀簡潔，末端較向內彎。木構構件多遍刷赤白，部份建築外部施有彩畫。

### 盛唐
開元之治後，唐代國力到達頂峰，建築技術亦快速發展，這時期建築技術的進步是空前的。斗拱結構趨向成熟，從敦煌壁畫可見，轉角三向出跳問題已經解決，出現逐跳計心七鋪作重拱造，補間出跳等形式。出跳亦最多達雙抄雙昂四出跳。令拱開始交出耍頭。扶壁仍用一拱一枋，如初唐之制。

## 宋、遼、金、元

### 宋代
代表性建築：永樂宮、蘆溝橋、長虹橋
建築著作：宋《元祐營造法式》、營造方式由宋代將作監少監李誡奉命由元祐法式重編為營造法式

### 金代
金代建築承繼遼代北方建築傳統，但揉入纖巧的宋風，使金代建築比遼代建築更為秀麗，缺少遼代建築的雄渾。金代建築構架大量使用減柱造及移柱造，典型例子有五台山佛光寺文殊殿。另外，金代件築亦有部份手法如斜拱於營造法式未見，可視為一地方特點。

### 西夏
西夏建築木構已無遺傳，謹剩下小數磚石塔。其木構建築可從敦煌壁畫窺見其形像，從西夏晚期榆林第三窟可見，西夏佛寺好用重檐，還有龜頭屋抱廈，組合十分複雜。屋頂舉高十分陡峭，起翹明顯，斗拱較小而且密集，使用普柏枋，額闌斷面大，彩畫用色青綠，宋金影響明顯。

### 元代
元代建築大木鋪作層進一步簡化，用材比兩宋建築進一步縮小，補間鋪作已超過宋式兩朵之限。元代北方建築好用未經加工的原木構件，常見使用彎曲的大梁。元代南方建築承南宋地方傳統個別發展。江浙地區五山十剎等大形佛寺式樣繼續影響日本禪宗樣建築。

## 明清
明清時代對封建等級有更系統的規範，如：都城、宮殿…
代表性建築：太和殿、紫禁城建築群
建築著作：明-魯班營造正式、清式營造則例、工部工程做法則例、工段營造錄
明清是官式建築走向程式化的時代。
官式建築斗拱的用材在明中葉大為縮小，攢當增加，一間往往使用多於五攢補間。
相應斗拱的結構出挑承重功能變得可有可無，淪為純裝飾產物。
屋面亦由宋式的先折後舉改成先定舉高再定每架高度，令屋面比前朝更加陡峭，補償斗拱萎縮所縮減的高度。
另外大量使用推山延長正脊，令屋頂曲線與前代有所不同。
官式建築多使用和璽彩畫及旋子彩畫，以龍及幾何圖形作母題，亦更趨向程式化。
明中葉以後官式建築趨向定型，大木結構發展緩慢。

## 現代
主条目：中国现代建筑